# Горный штормовой костюм
Горный штормовой костюм (костюм горный ветрозащитный) — комплект одежды, используется военнослужащими, охотниками и рыболовами, туристами в России.

## История
Ошибочно считается, что за основу были взяты костюмы горных егерей немецкого производства времён Второй Мировой. Немецкие модели изготавливались из брезентовой ткани и состояли из брюк и анорака в отличие от советского костюма, состоявшего из брюк и куртки. Во время войны СССР в Афганистане остро стал вопрос нехватки специального обмундирования. Горная местность с сильными ветрами требовала чего-то большего, чем привычная для советских солдат экипировка. Это было связано с 40-й армией (40 А), входившей в состав Ограниченного контингента советских войск в Афганистане (ОКСВА). К тому моменту были проведены изменения в структуре 40 А, учитывая накопленный опыт боевых действий в горной местности Афганистана. По директиве Генерального Штаба ВС Союза ССР в каждой мотострелковой бригаде и полку на базе штатных мотострелковых бригад были созданы так называемые горно-стрелковые батальоны, где личный состав проходил специальную горную подготовку и получал соответствующее горное обмундирование и снаряжение. В 1981 году специалистами был создан костюм «Горка» на основе накопленного опыта и с учётом требований специалистов советских горнострелковых подразделений. По завершении войны костюм не вышел из производства, а благодаря своим характеристикам остался в воинских частях и стал доступен гражданскому населению.

## Состав и материалы
Современные «горки» изготавливаются из плотной палаточной хлопчатобумажной (х/б) ткани, а в качестве отделки и усиления критических для изнашивания и промокания зон используется плащевая ткань рипстоп (хлопок и полиэстер). В более функциональных и дорогих костюмах в местах усиления используется мембранная ткань, которая защищает от промокания и грязи существенно лучше, чем смесовая ткань.

### Элементы костюма
Костюм состоит из куртки и брюк с подтяжками. Для лучшего прилегания и во избежание парусности на ветру имеет систему стяжек на основе резино-тканевой тесьмы по бокам куртки, на рукавах, под коленями и внизу брюк. 
- Куртка с капюшоном и с центральной застёжкой на петли и пуговицы, с двумя прорезными карманами прикрытыми клапаном, по линии талии стянута тесьмой-кулиской. Рукав втачной, с усиливающим налокотником и накладным карманами с клапанами.
- Брюки со шлевками под широкий ремень, с усиливающими накладками на коленях, сзади в области колена стянуты эластичной тесьмой.

## «Горка» в играх
- DayZ (Arma 2[2]) — патрульная куртка и патрульные штаны.
- ArmA 3[3] — костюм "Гранит" российского спецназа в DLC Contact. Имеет 3 вариации(одна из них - так называемый спортивный костюм).
- Battlefield 4 — Фракция Сухопутных войск Российской Федерации экипирована в этот костюм.
- Call of Duty: Modern Warfare 3 — фракция «Спецназ» экипирована в этот костюм.
- Rainbow Six: Siege — Фракция «Спецназ[4]» экипирован в этот костюм.
- Warface — Внешность на каждый класс — русский спецназ экипирован в этот костюм.
- Stalcraft — Костюм, приобретаемый за жетоны охотника.
- Калибр (игра) — базовый костюм оперативников ФСБ[5] подразделения "Вымпел[6]".